# Постталайотский период
Постталайотская культура, или, точнее, Постталайотский период — последний этап доисторической эпохи Гимнесийских островов. Представляет собой краткий период между угасанием культуры строителей талайотов и вторжением финикийцев и римлян.
Парадоксально, но данный период изучен намного хуже предыдущего. Вплоть до конца XX века археологи рассматривали его лишь как последнюю фазу талайотской культуры. Со временем, однако, был установлен ряд признаков, чётко отличающих данный этап от предыдущих этапов.
В начале V века до н. э. целый ряд населённых пунктов предыдущего этапа был покинут, по-видимому, в результате насильственных действий, о чём свидетельствуют следы пожарищ в раскопках. Одни поселения были заброшены навсегда, тогда как другие, по-видимому, через несколько десятилетий были заселены вновь. Столь крупные сооружения, как в прошлом, больше не появляются, однако некоторые древние здания отреставрированы или даже перестроены. Жилые талайоты становятся более сложными, с серией небольших зданий вокруг двора, в которых обычно имеется небольшой погреб-колодец для хранения продовольствия и воды.
В экономике начальный этап отмечается крупным кризисом, который был вызван тем, что почти единственным источником пищи было скотоводство. С другой стороны, растут контакты с торговцами из близлежащего города Ибуссим (ныне Ибица); по-видимому, в это время Гимнесийские острова были колонизированы финикийцами. Среди результатов экономического или культурного обмена можно отметить, например, возрождение земледелия; на карфагенском корабле, затонувшем у побережья Майорки, обнаружены остатки виноградных лоз. Кроме того, в тот период появляются небольшие пунические поселения на ныне необитаемых островках вдоль побережья, например, На-Гуардис, где археологи обнаружили две пристани, один дом, несколько складов и печь для плавки железа.
Но самым важным среди изменений, которые произошли в тот период в обществе Гимнесийских островов, стало включение местных наёмников в карфагенскую армию в качестве пращников; на острова они возвращались, согласно письменным источникам, привозя с собой вино и женщин. Вино повышало социальный статус, так как позволяло организовывать празднества, а браки с карфагенянками способствовали внедрению местных жителей в систему карфагенских социальных связей. В этот период появляются бронзовые изображения обнажённых воинов, весьма сильно напоминающие искусство нурагической культуры на Сардинии, а также этрусков.